# Vergara (Colombia)
Vergara è un comune della Colombia facente parte del dipartimento di Cundinamarca.
Il centro abitato venne fondato da Fernando e Juan del Busto y Gauna nel 1802.